# Earl Grey
Earl Grey é uma mistura de chá e aditivos que foi aromatizada com a adição de óleo essencial de bergamota. O óleo aromático da casca é adicionado ao chá preto para dar ao Earl Grey seu sabor único. Tradicionalmente, o Earl Grey era feito a partir de chá preto, mas as empresas de chá começaram a oferecer o Earl Grey em outras variedades, como o  verde ou oolong.
A mistura Earl Grey, ou "Earl Grey's Mixture", é considerada como tendo o nome de Charles Grey, 2.º Conde Grey  Um "Chá de Grey" é conhecido a partir da década de 1850, mas as primeiras referências publicadas a um chá "Earl Grey" são anúncios da Charlton & Co. de Jermyn Street em Londres na década de 1880.
Segundo uma lenda, um grato mandarim cujo filho foi resgatado por um dos homens de Lord Grey apresentou pela primeira vez a mistura ao Conde em 1803. O conto parece ser apócrifo já que o Lord Grey nunca esteve na China.